# Denílson Pereira Neves
Denílson Pereira Neves, được biết đến với tên Denílson (sinh ngày 16 tháng 2 năm 1988 ở São Paulo, Brasil) là một cầu thủ bóng đá người Brasil thường chơi ở vị trí tiền vệ phòng ngự.
Anh bắt đầu sự nghiệp ở câu lạc bộ São Paulo FC.

## Tuổi thơ
Denilson là đứa con thứ hai trong gia đình 4 anh em của ông bà Jose Neves và Luciene Pereira. Bố anh, Jose, là một cựu tiền vệ của Botafogo ở Bắc Brasil. Tuy nhiên, ông bị bắt buộc phải rời khỏi bóng đá để ủng hộ gia đình. Một lần khi gia đình ông tới São Paulo, Jose làm bảo việc trong 15 năm để ủng hộ vợ và các con, nhưng vẫn dạy những đứa con ông về những trận đấu ông thích. Khi Denilson 10 tuổi, mẹ anh qua đời sau khi bị bệnh về tim. Trước khi chết bà nói với Denilson rằng anh có thể trở thành một cầu thủ giỏi người "có thể làm cha và mẹ anh rất hạnh phúc".
Denilson và gia đình anh sống vô cùng vất vả khi bố mẹ anh luôn phải nỗ lực hết sức để nuôi dạy anh và những người anh em trong những khu nhà ổ chuột nguy hiểm ở São Paulo. Nhiều lần, anh cùng các anh em không thể ra khỏi nhà bởi những trận đấu súng. Rất nhiều những người bạn từ thửa nhỏ của Denilson đã qua đời kể từ đó khi họ tham gia vào những vụ vận chuyển ma tuý.

## Sự nghiệp câu lạc bộ
Anh bắt đầu sự nghiệp ở São Paulo FC, nơi anh là thành viên đội bóng vô địch Copa Libertadores 2005 và FIFA Club World Cup 2005. Tuy nhiên, về cơ bản anh vẫn chỉ là cầu thủ dự bị của São Paulo, chỉ có 12 lần ra sân cho đội bóng, 8 trong số đó ra vào sân từ ghế dự bị.

### Arsenal

#### Mùa giải 2006-07
Vào ngày 31 tháng 8 năm 2006, Denilson gia nhập đội bóng Arsenal với giá 3,4 triệu bảng và mang áo số 15. Nhiều người đã bất ngờ với vụ chuyển nhượng của anh tới Arsenal bởi sự non nớt về kinh nghiệm của anh. Anh được mô tả là "một phần nhỏ giữa Tomáš Rosický và Gilberto Silva" bởi huấn luyện viên Arsène Wenger.
Denilson có tên trong danh sách gồm 19 cầu thủ Arsenal hành quân tới gặp PFC CSKA Moscow ở cúp C1 vào ngày 17 tháng 10 năm 2006; anh có tên trong danh sách dự bị ở trận đó, nhưng không được ra sân. Anh phải chờ tới ngày 24 tháng 10 năm 2006 để có lần ra mắt ở đội một, khi anh ra sân từ đầu trong trận đấu ở vòng 3 Cúp Liên đoàn bóng đá Anh gặp West Bromwich Albion. Anh xuất hiện trong mọi trận đấu của Arsenal ở Cúp Liên đoàn mùa giải 2006-07.
Anh có trận ra mắt ở Premier League vào ngày 30 tháng 12 năm 2006, vào sân từ ghế dự bị trong trận thua 1-0 trước Sheffield United.

#### Mùa giải 2007-08
Bàn thắng đầu tiên của anh cho Arsenal tới ở vòng ba Cúp Liên đoàn gặp Newcastle United vào ngày 25 tháng 12 năm 2007, ấn định chiến thắng 2-0. Sự thể hiện tốt và bàn thắng có vẻ đã giúp anh có được vị trí lâu dài ở Arsenal sau khi anh gia hạn hợp đồng với đội bóng vào ngày 18 tháng 10 năm 2007. Denilson ghi một bàn thắng từ xa nữa trong trận đấu ở cúp Liên đoàn gặp Sheffield Untied vào ngày 31 tháng 10 năm 2007, ghi bàn quyết định trong chiến thắng 3-0 của Arsenal. Trận đầu tiên Denilson ra sân từ đầu là vào ngày 24 tháng 11 năm 2007 trong trận gặp Wigan Athletic và cầu thủ trẻ người Brasil một lần nữa lại gây ấn tượng, khi Arsenal cuối cùng thắng 2-0 nhờ vào bàn thắng muộn của William Gallas và Tomáš Rosický. Anh nhận thẻ đỏ đầu tiên ở Ewood Park trong trận gặp Blackburn Rovers ở tứ kết cúp Liên đoàn, trận đấu anh bị đuổi khỏi sân ngay trước khi bắt đầu hiệp phụ.

#### Mùa giải 2008-09
Do việc nhiều cầu thủ kinh nghiệm như Mathieu Flamini, Gilberto Silva và Alexander Hleb ra đi, Denilson có nhiều cơ hội ra sân hơn và kể từ đó luôn đá cặp cùng Cesc Fàbregas ở trung tâm hàng tiền vệ trong nhiều trận đấu. Anh có tên trong danh sách ra sân từ đầu trong cả năm trận của Arsenal ở tháng 8 năm 2008, ghi bàn đầu tiên ở Premier League vào ngày 30 tháng 8 năm 2008 trong chiến thắng 3-0 trên sân nhà trước Newcastle United. Anh tiếp tục ra sân thường xuyên cho Arsenal trong suốt tháng 12 và ghi bàn thứ hai ở Premier League trong chiến thắng 3-1 trên sân khách trước Bolton Wanderers vào ngày 20 tháng 9 năm 2008. Với việc Fabregas không thể ra sân trong suốt những tháng còn lại của năm 2008, anh đã chơi tốt để lấp chỗ trống của người đội trưởng và còn có thêm nhiều thời gian để ra sân nữa. Denilson có bàn thắng thứ 3 ở Premier League vào ngày 26 tháng 12 năm 2008 trong trận hoà 2-2 với Aston Villa. Vào ngày 11 tháng 3 năm 2009, anh đá thành công một quả penalty trong chiến thắng 7-6 trên chấm luân lưu trước A.S. Roma ở vòng 16 đội cúp C1.

#### 2009-10
Denilson ra sân từ đầu trong trận đấu đầu tiên của mùa giải 2009-10 và ghi một bàn từ cú sút sấm sét ở khoảng cách 25 yard để đánh bại thủ môn của Everton Tim Howard, mở đầu cho chiến thắng 6-1 của Arsenal trên sân Goodison Park. Tuy nhiên, sau đó anh được chẩn đoán dính phải một chấn thương lưng nhẹ. Mặc dù đây không phải là vấn đề lớn song anh vẫn phải ngồi ngoài trong 2 tháng quan trọng của mùa giải. Denilson trở lại thi đấu trong trận gặp Standard Liege vào ngày 23 tháng 11 nơi anh ghi bàn thứ hai cho Arsenal với một cú sút xa trong chiến thắng 2-0 của họ. Đây là lần ra sân thứ 100 của Denilson cho đội bóng. Để tưởng nhớ điều này Denilson tiếp tục ghi bàn vào lưới các đội bóng Hull City, Everton, Stoke City và West Ham United. Denilson ghi tổng cộng 6 bàn (tất cả đều ghi từ ngoài vòng cấm, bao gồm một cú đá phạt vào lưới Hull City).

## Thi đấu quốc tế
Denilson đã chơi và làm đội trưởng cho mọi cấp độ đội tuyển kể từ khi anh là thành viên đội U-15. Anh là đội trưởng đội U-17 về nhì ở giải U-17 thế giới 2005. Vào tháng 11 năm 2006, Denilson được gọi vào đội tuyển bóng đá quốc gia Brasil cho trận giao hữu với đội tuyển bóng đá quốc gia Thụy Sĩ để thay thế Gilberto Silva người không thể tham dự trận đấu vì lý do cá nhân. Tuy nhiên, anh không thể có trận ra mắt, khi anh chỉ là cầu thủ dự bị và không được sử dụng trong trận đấu.

## Cuộc sống riêng tư
Denilson được miêu tả là "rất trầm lặng và lịch sự" và thường được so sánh với Gilberto Silva, người cựu đồng đội của anh ở Arsenal. Denilson thường biết ơn Gilberto với những thành công ngày nay anh giành được bởi anh nói rằng Gilberto như "người cha" đối với anh khi anh mới chuyển từ Brasil tới London.
Denilson rất thích âm nhạc Brasil và vũ điệu Samba-anh thậm chí còn có thể được tìm thấy trên Youtube khi đang hát và nhảy cùng các đồng đội cũ ở Arsenal là Gilberto Silva và Julio Baptista. Anh thường ăn mừng bàn thắng bằng cách chạy đến góc sân và nhảy vũ điệu Samba trước mặt các fan, điều anh làm khi anh ghi bàn đầu tiên cho Arsenal.

## Thống kê
Tính tới 14 tháng 4 năm 2010
| CLB            | Mùa giải       | Giải đấu | Giải đấu  | Giải đấu | Cúp    | Cúp       | Cúp      | Châu Âu | Châu Âu   | Châu Âu  | Tổng   | Tổng      | Tổng     |
| CLB            | Mùa giải       | Ra sân   | Bàn thắng | Kiến tạo | Ra sân | Bàn thắng | Kiến tạo | Ra sân  | Bàn thắng | Kiến tạo | Ra sân | Bàn thắng | Kiến tạo |
| -------------- | -------------- | -------- | --------- | -------- | ------ | --------- | -------- | ------- | --------- | -------- | ------ | --------- | -------- |
| Arsenal        |                |          |           |          |        |           |          |         |           |          |        |           |          |
| 2006–07        | 10             | 0        | 1         | 8        | 0      | 0         | 1        | 0       | 0         | 19       | 0      | 1         |          |
| 2007–08        | 13             | 0        | 2         | 6        | 2      | 1         | 4        | 0       | 0         | 23       | 2      | 3         |          |
| 2008–09        | 37             | 3        | 7         | 2        | 0      | 0         | 12       | 0       | 0         | 51       | 3      | 7         |          |
| 2009–10        | 20             | 3        | 2         | 1        | 1      | 0         | 7        | 1       | 0         | 28       | 5      | 2         |          |
| Tổng sự nghiệp | Tổng sự nghiệp | 80       | 6         | 12       | 17     | 3         | 1        | 24      | 1         | 0        | 121    | 10        | 13       |

## Danh hiệu
São Paulo
Vô địch
- Copa Libertadores 2005
- FIFA Club World Championship 2005

Arsenal
Về nhì
- League Cup: 2007

Đội tuyển Brasil
Vô địch
- Giải vô địch U-17 Nam Mĩ 2005

Về nhì
- Giải vô địch U-17 Thế giới 2005